# Papatinho
Tiago da Cal Alves (Rio de Janeiro, 4 de novembro de 1986), mais conhecido pelo nome artístico de Papatinho, é um DJ, beatmaker e produtor musical brasileiro. Ele começou sua carreira com a formação do grupo de rap ConeCrewDiretoria no qual é um dos membros. Tiago já trabalhou com artistas nacionalmente conhecidos como Anitta, Criolo, Capital Inicial, Seu Jorge, Black Alien, Marcelo D2, Gabriel, o Pensador, Marília Mendonça, Péricles (cantor). Zezé Di Camargo, MC Hariel, Xamã (rapper), Mc Cabelinho e muito mais. Além disso nos últimos tem apostado muito na carreira internacional já tendo feito projetos com artistas como Shakira, Snoop Dog, Mike Will Made It, Will.i.am e entre outros. Durante sua trajetória, passou por diversos países criando conexões durante suas apresentações e também por diversos programas da TV brasileira como Caldeirão do Huck, MTV, Pânico na TV além de ganhar premiações como Produtor Musical do Ano e Álbum do ano pelo premio Multishow. 

## Biografia
Tiago viveu sua infância na Tijuca, bairro do Rio de Janeiro, e em decorrência da crise do Plano Collor no início da década de 1990 se mudou com a família para a cidade de Suzano em São Paulo, retornou para o Rio de Janeiro ainda pequeno e atualmente mora no Pontal do Recreio dos Bandeirantes. Atuou, antes da fama, como mesário em campeonatos de futebol locais, chegando até a trabalhar como credenciador nos Jogos Pan-Americanos de 2007, além de começar a estudar contabilidade. No entanto, ele abandonou tudo em 2008 para se dedicar apenas ao rap.

## Carreira

### 2006-2010: Início
Papatinho começou a produzir os instrumentais em 2006, enquanto os amigos de infância e futuros membros do seu grupo ConeCrewDiretoria - Cert, Rany Money, Batoré, Maomé e Ari - escreviam rimas. Papatinho começou a produzir batidas, de maneira autodidata, para que tirassem aquelas letras do papel. O grupo foi oficialmente estabilizado em 2006, e teve como primeiro trabalho a demo Ataque Lírico em 2007, onde Papatinho, atuou como produtor em todas as faixas. No ano de 2008, ele foi vencedor da única edição da Battle Beats Brasil do Rio de Janeiro, onde começou a ganhar maior notoriedade na cena underground, sendo que em 2009 venceu também a Batalha da Festa B.E.A.T.S.

### 2011-2013:Com os Neurônios Evoluindoe reconhecimento nacional
Em 2011, Papatinho produziu o primeiro álbum oficial do seu grupo ConeCrewDiretoria, chamado Com os Neurônios Evoluindo, onde utilizou samples de vários gêneros musicais, como samba em "Falo Nada", jazz em "Chama os Mulekes", blues em "Lá pa Lapa", soul em "Relíquia", MPB em "Homenagem a Liberdade", rock em "EuVoluindo", entre outros estilos como trilhas sonoras de filmes e músicas para meditação. Alcançou notoriedade nacional como produtor com o hit "Chama os Mulekes", onde utilizou com muita habilidade o sample de "I Put a Spell on You", de Nina Simone. Esse reconhecimento atraiu a atenção dos artistas já consagrados do gênero como Marcelo D2, Gabriel O Pensador e Black Alien, que tiveram faixas produzidas por Papatinho em seus álbums..

### 2014-presente:Bonde da Madrugada Pt.1e carreira internacional
Em 2014 Papatinho produziu todas as faixas segundo álbum do grupo ConeCrewDiretoria, Bonde da Madrugada Pt. 1, onde saíram os singles "Chefe de Quadrilha", "To de Volta no Twist", "Pra Minha Mãe", "Cleopatra", "Meus Amigos Fazem Rima", entre outros. No mesmo ano se apresentou nos principais festivais brasileiros como Lollapalooza, Planeta Atlântida, e Virada Cultural. No final do ano fizeram a primeira turnê internacional em Portugal.
Em 2015, Papatinho deu um grande passo na carreira quando foi descoberto por um empresário americano. Ele começou a viajar para Los Angeles e produzir nos maiores estúdios do mundo, como Record Plant Studios, Playback Studios, entre outros, em sessões com super estrelas internacionais como Travis Barker e Snoop Dogg.

## Características musicais
Tem como principal característica e especialidade o uso de samples em suas batidas. Normalmente alterando o tom e retalhando pequenos trechos de outras músicas, suas produções acabam deixando muitas vezes as músicas originais utilizadas irreconhecíveis. Adiciona aos samples picotados percussão e baterias eletrônicas, instrumentos virtuais e sintetizadores. Utiliza como principais ferramentas o software FL Studio e Ableton Live, teclados sintetizadores como Korg MicroKorg, Novation Mininova,Moog Slim Phatty, e samplers como M-Audio Trigger Finger, Roland SP-404sx e MPC para produzir suas músicas. Utiliza todos esses e outros instrumentos ao vivo nos shows, junto com um pedal de Pich Shift para efeito em sua voz, na maioria das vezes bem grave.

## Prêmios e indicações
| Ano  | Prêmio                                | Categoria               | Recipiente                                                      | Resultado | Ref.   |
| ---- | ------------------------------------- | ----------------------- | --------------------------------------------------------------- | --------- | ------ |
| 2019 | WME Awards                            | Melhor Música Popular   | "Onda Diferente" - Anitta, Ludmilla e Snoop Dogg feat Papatinho | Indicado  | [ 19 ] |
| 2019 | Prêmio Multishow de Música Brasileira | Disco do ano            | Abaixo de Zero Hello Hell" - Black Alien                        | Venceu    | [ 20 ] |
| 2019 | Prêmio APCA de Música Popular 2019    | Melhor Album            | Abaixo de Zero Hello Hell" - Black Alien                        | Venceu    | [ 21 ] |
| 2022 | Prêmio Multishow de Música Brasileira | Produtor Musical do Ano | Papatinho                                                       | Venceu    | [ 22 ] |
| 2023 | Prêmio Multishow de Música Brasileira | Produção Musical do Ano | Papatinho                                                       | Indicado  | [ 23 ] |

## Curiosidades
Papatinho é conhecido por ser o único membro do grupo ConeCrewDiretoria que não faz uso de maconha. Em 2013, Papatinho teve o registro de "sampler" como especialidade na carteira da O.M.B. (Ordem dos Músicos do Brasil), sendo esse o primeiro registro dessa categoria no Brasil. Em 2015 foi convidado pessoalmente por Luciano Huck para produzir e participar de um novo quadro musical no programa Caldeirão do Huck, na Rede Globo. Seu apelido Papatinho é uma variação de Sapatinho, que era seu apelido na infância e em sua carreira internacional passou a ser chamado de "Papatino" (escrita continua Papatinho), pela dificuldade que os gringos tem de pronunciar o "nho" corretamente. Papato tem uma grande paixão por videos, e participou de praticamente todo material de video já lançado pelo seu grupo, desde videos de bastidores, como videoclipes, ele sempre esteve por trás de tudo, dirigindo, filmando, editando ou escrevendo roteiro. Também já dirigiu videoclipes de outros artistas, e a partir de 2015 passou a assinar o codinome Quentin Papatino para seus trabalhos com video, em homenagem ao grande diretor Quentin Tarantino.

## Produções
- 2006 - McCert - Fundo do Poço
- 2006 - McCert - Bong da C.O.N.E
- 2006 - McCert - Sou McCert
- 2006 - Rany Money - Skunk Funky
- 2006 - McCert - Batida Rancheira
- 2006 - Maomé - Não Vale
- 2006 - Leonel - É desse Jeito
- 2007 - ConeCrewDiretoria - *todas as faixas da mixtape Ataque Lírico,[8] *exceto a última faixa Bonus "Esse é o Movimento", pertencente a Banda Cone do Ari.
- 2007 - Negra Rê feat. Rany Money - Curta e Grossa
- 2007 - ConeCrewDiretoria - singles "A Brisa que Vem do Mar" feat. Nissin, Nicole Cyrne, Sheep, "175 Recreio", "Alcatraz", "Profissão Perigo"
- 2008 - Batoré feat. Rany Money - "Recreio dos Traficantes"
- 2008 - Fluxo - música "Identidade" do álbum O Som do Tempo[2]
- 2008 - Douglas Cores feat. McCert - Fui
- 2008 - Fluxo - música "Prévia do Amanhã" do álbum Prévia do Amanhã[2]

| Ano  | Artista                                          | Participação                    | Canção                                | Album                            | Detalhes                                                       |
| ---- | ------------------------------------------------ | ------------------------------- | ------------------------------------- | -------------------------------- | -------------------------------------------------------------- |
| 2011 | ConeCrewDiretoria                                |                                 | "Cone Island (Intro)"                 | Com os Neurônios Evoluindo       | Produzido por Papatinho.                                       |
| 2011 | ConeCrewDiretoria                                | "Chama os Mulekes"              |                                       | Com os Neurônios Evoluindo       | Produzido por Papatinho.                                       |
| 2011 | ConeCrewDiretoria                                | "O Mundo dá Voltas"             |                                       | Com os Neurônios Evoluindo       | Produzido por Papatinho.                                       |
| 2011 | ConeCrewDiretoria                                | "Lá Pa Lapa"                    |                                       | Com os Neurônios Evoluindo       | Produzido por Papatinho.                                       |
| 2011 | ConeCrewDiretoria                                | Marcelo D2                      | "Falo Nada"                           | Com os Neurônios Evoluindo       | Produzido por Papatinho.                                       |
| 2011 | ConeCrewDiretoria                                | "Fênix"                         |                                       | Com os Neurônios Evoluindo       | Produzido por Papatinho.                                       |
| 2011 | ConeCrewDiretoria                                | "Me Sinto Bem"                  |                                       | Com os Neurônios Evoluindo       | Produzido por Papatinho.                                       |
| 2011 | ConeCrewDiretoria                                | Shawlin                         | "Homenagem a Liberdade"               | Com os Neurônios Evoluindo       | Produzido por Papatinho.                                       |
| 2011 | ConeCrewDiretoria                                | "Rainha da Pista"               |                                       | Com os Neurônios Evoluindo       | Produzido por Papatinho.                                       |
| 2011 | ConeCrewDiretoria                                | "Ninguém Paga Minha$ Conta$"    |                                       | Com os Neurônios Evoluindo       | Produzido por Papatinho.                                       |
| 2011 | ConeCrewDiretoria                                | "EuVoluindo"                    |                                       | Com os Neurônios Evoluindo       | Produzido por Papatinho.                                       |
| 2011 | ConeCrewDiretoria                                | Don L.                          | "Special"                             | Com os Neurônios Evoluindo       | Produzido por Papatinho.                                       |
| 2011 | ConeCrewDiretoria                                | "Relíquia"                      |                                       | Com os Neurônios Evoluindo       | Produzido por Papatinho.                                       |
| 2011 | ConeCrewDiretoria                                | "Escute Mudo"                   |                                       | Com os Neurônios Evoluindo       | Produzido por Papatinho.                                       |
| 2011 | ConeCrewDiretoria                                | "15 Segundos"                   |                                       | Com os Neurônios Evoluindo       | Produzido por Papatinho.                                       |
| 2011 | ConeCrewDiretoria                                | "Calma na Alma"                 |                                       | Com os Neurônios Evoluindo       | Produzido por Papatinho.                                       |
| 2011 | ConeCrewDiretoria                                | "Sem a Planta"                  |                                       | Com os Neurônios Evoluindo       | Produzido por Papatinho.                                       |
| 2011 | Don L.                                           |                                 | "Pra Mandar o Mundo Se Fuder"         | Single                           | Produzido por Papatinho e Don L.                               |
| 2011 | Shawlin                                          |                                 | "A Área"                              | Orquestra Simbólica              | Produzido por Papatinho.                                       |
| 2011 | Gil Metralha                                     |                                 | "Mafia Latina"                        | Single                           | Produzido por Papatinho.                                       |
| 2012 | Gabriel o Pensador                               | ConeCrewDiretoria               | "No Ritmo, no Tempo"                  | Sem Crise                        | Produzido por Papatinho.                                       |
| 2012 | Pai Lua                                          | Elzhi                           | "Quem Zuou"                           | Single                           | Produzido por Papatinho.                                       |
| 2012 | ConeCrewDiretoria                                |                                 | "Chefe de Quadrilha"                  | Single                           | Produzido por Papatinho.                                       |
| 2012 | Essiele                                          |                                 | "Drink"                               | Single                           | Produzido por Papatinho.                                       |
| 2012 | Black Alien                                      |                                 | "Pra quem a carapuça caiba"           | Single                           | Produzido por Papatinho.                                       |
| 2013 | Gil Metralha                                     |                                 | "Tipo Colômbia (Intro)"               | Mafia Latina                     | Produzido por Papatinho.                                       |
| 2013 | Gil Metralha                                     | "Mafia Latina"                  |                                       | Mafia Latina                     | Produzido por Papatinho.                                       |
| 2013 | Gil Metralha                                     | Hyldon                          | "Romance Proibido"                    | Mafia Latina                     | Produzido por Papatinho.                                       |
| 2013 | Gil Metralha                                     | Essiele                         | "Cachaça Crew"                        | Mafia Latina                     | Produzido por Papatinho.                                       |
| 2013 | Gil Metralha                                     | "O Bonde (Intro)"               |                                       | Mafia Latina                     | Produzido por Papatinho.                                       |
| 2013 | Gil Metralha                                     | ConeCrewDiretoria, Shawlin      | "O Bonde"                             | Mafia Latina                     | Produzido por Papatinho.                                       |
| 2013 | Gil Metralha                                     | Vick                            | "A Gente Briga"                       | Mafia Latina                     | Produzido por Papatinho.                                       |
| 2013 | Gil Metralha                                     | MC Pé de Pano                   | "Classe A"                            | Mafia Latina                     | Produzido por Papatinho.                                       |
| 2013 | ConeCrewDiretoria                                |                                 | "Pra Minha Mãe"                       | Single                           | Produzido por Papatinho.                                       |
| 2013 | Marcelo D2                                       |                                 | "Já Está Chegando a Hora (Abre Alas)" | Nada Pode Me Parar               | Produzido por Papatinho.                                       |
| 2013 | ConeCrewDiretoria                                | Marcelo Yuka                    | "Pronto pra Tomar o Poder"            | Single                           | Produzido por Papatinho.                                       |
| 2013 | Gabriel o Pensador                               |                                 | "Muito Orgulho, Meu Pai"              | Single                           | Produzido por Papatinho.                                       |
| 2013 | Don L                                            | Terra Preta                     | "No Melhor Estilo"                    | Caro Vapor                       | Produzido por Papatinho.                                       |
| 2013 | Black Alien                                      |                                 | "Jah na Contenção"                    | Single                           | Produzido por Papatinho.                                       |
| 2014 | ConeCrewDiretoria                                |                                 | "Meus Amigos Fazem Rima"              | Bonde da Madrugada Pt.1          | Produzido por Papatinho.                                       |
| 2014 | ConeCrewDiretoria                                | "To De Volta no Twist"          |                                       | Bonde da Madrugada Pt.1          | Produzido por Papatinho.                                       |
| 2014 | ConeCrewDiretoria                                | "Reflexo"                       |                                       | Bonde da Madrugada Pt.1          | Produzido por Papatinho.                                       |
| 2014 | ConeCrewDiretoria                                | "Chefe de Quadrilha"            |                                       | Bonde da Madrugada Pt.1          | Produzido por Papatinho.                                       |
| 2014 | ConeCrewDiretoria                                | "No Meio de uma Sessão"         |                                       | Bonde da Madrugada Pt.1          | Produzido por Papatinho.                                       |
| 2014 | ConeCrewDiretoria                                | "Cleopatra"                     |                                       | Bonde da Madrugada Pt.1          | Produzido por Papatinho.                                       |
| 2014 | ConeCrewDiretoria                                | "Quazy (Rap da Modinha)"        |                                       | Bonde da Madrugada Pt.1          | Produzido por Papatinho.                                       |
| 2014 | ConeCrewDiretoria                                | Marcelo Yuka                    | "Pronto pra Tomar o Poder"            | Bonde da Madrugada Pt.1          | Produzido por Papatinho.                                       |
| 2014 | ConeCrewDiretoria                                | "Dois Mil e Sete"               |                                       | Bonde da Madrugada Pt.1          | Produzido por Papatinho.                                       |
| 2014 | ConeCrewDiretoria                                | "A Boa"                         |                                       | Bonde da Madrugada Pt.1          | Produzido por Papatinho.                                       |
| 2014 | ConeCrewDiretoria                                | "Pra Minha Mãe"                 |                                       | Bonde da Madrugada Pt.1          | Produzido por Papatinho.                                       |
| 2014 | Capital Inicial                                  | ConeCrewDiretoria               | "Viva a Revolução"                    | Viva a Revolução                 | Produzido por Liminha, Dinho Ouro Preto e Papatinho.           |
| 2015 | ConeCrewDiretoria                                |                                 | "Rap Cerva Erva & Muita Larica"       | Single                           | Produzido por Papatinho.                                       |
| 2015 | Anitta                                           | ConeCrewDiretoria               | "Sim"                                 | Bang                             | Produzido por Papatinho.                                       |
| 2015 | ModestiaParte                                    |                                 | "Um Segundo"                          | Single                           | Produzido por Papatinho e Kizzy                                |
| 2015 | ConeCrewDiretoria                                |                                 | "Energia"                             | Single                           | Produzido por Papatinho.                                       |
| 2016 | Criolo                                           |                                 | "Demorô"                              | Ainda Há Tempo                   | Produzido por Papatinho e Daniel Ganjaman.                     |
| 2016 | ModestiaParte                                    |                                 | "Goles Perdidos"                      | Single                           | Produzido por Papatinho e Kizzy                                |
| 2016 | Gabriel o Pensador                               |                                 | "Fé na Luta"                          | Single                           | Produzido por Papatinho.                                       |
| 2016 | ConeCrewDiretoria                                |                                 | "All In Gang"                         | Single                           | Produzido por Papatinho.                                       |
| 2016 | Papatinho                                        |                                 | "Mr. Loverman"                        | 90's                             | Produzido por Papatinho.                                       |
| 2016 | Papatinho                                        | "Crystal Waters"                |                                       | 90's                             | Produzido por Papatinho.                                       |
| 2016 | Papatinho                                        | "Who Do You Love?"              |                                       | 90's                             | Produzido por Papatinho.                                       |
| 2016 | Papatinho                                        | "All Night Long"                |                                       | 90's                             | Produzido por Papatinho.                                       |
| 2016 | MC Guimê                                         | ConeCrewDiretoria               | "Gata Eu Vim do Gueto"                | Sou Filho da Lua                 | Produzido por Papatinho.                                       |
| 2016 | MC Guimê                                         | Emicida, Rael                   | "Sampa"                               | Sou Filho da Lua                 | Vocoder por Papatinho                                          |
| 2016 | ModestiaParte                                    |                                 | "Ela Tem"                             | Single                           | Produzido por Papatinho e Kizzy                                |
| 2019 | Papatinho                                        | Luccas Carlos, Orochi, PK, Xamã | "Como Ela Vem"                        | Rio                              | Produzido por Papatinho.                                       |
| 2019 | Papatinho                                        | "Poxa Vida"                     |                                       | Rio                              | Produzido por Papatinho.                                       |
| 2019 | Papatinho                                        | Ferrugem, Kevin o Chris, L7nnon | "Dois Copos"                          | Rio                              | Produzido por Papatinho.                                       |
| 2019 | Papatinho                                        | MC Cabelinho, Mode$tia, Toka    | "Sem Convite"                         | Rio                              | Produzido por Papatinho.                                       |
| 2019 | Anitta, Ludmilla, Snoop Dogg                     | Papatinho                       | "Onda Diferente"                      | Kisses                           | Produzido por Papatinho, DJ Will22, Mãozinha e Umberto Tavares |
| 2019 | Papatinho, Anitta, Dfideliz                      | Bin                             | "Tá com o Papato"                     | Single                           | Produzido por Papatinho.                                       |
| 2019 | Orochi                                           | Papatinho                       | "Amor de Fim de Noite"                | Celebridade                      | Produzido por Papatinho.                                       |
| 2019 | L7nnon                                           |                                 | "Perdição"                            | Hip Hop Rare                     | Produzido por Papatinho.                                       |
| 2020 | L7nnon                                           |                                 | "Abre a Porta"                        | Hip Hop Rare                     | Produzido por Papatinho.                                       |
| 2020 | L7nnon                                           | "Algumas Frases"                |                                       | Hip Hop Rare                     | Produzido por Papatinho.                                       |
| 2020 | L7nnon                                           | "Hip Hop Rare"                  |                                       | Hip Hop Rare                     | Produzido por Papatinho.                                       |
| 2020 | L7nnon                                           | Gaab                            | "Nada é Pra Sempre"                   | Hip Hop Rare                     | Produzido por Papatinho.                                       |
| 2020 | L7nnon                                           | "PPTN"                          |                                       | Hip Hop Rare                     | Produzido por Papatinho.                                       |
| 2020 | L7nnon                                           | "Hitmaker"                      |                                       | Hip Hop Rare                     | Produzido por Papatinho.                                       |
| 2020 | L7nnon                                           | Black Alien                     | "Motivos"                             | Hip Hop Rare                     | Produzido por Papatinho.                                       |
| 2020 | L7nnon                                           | "Hoje Eu Compro"                |                                       | Hip Hop Rare                     | Produzido por Papatinho.                                       |
| 2020 | L7nnon                                           | "Love Song"                     |                                       | Hip Hop Rare                     | Produzido por Papatinho.                                       |
| 2020 | L7nnon                                           | MC Hariel                       | "Inabalável"                          | Hip Hop Rare                     | Produzido por Papatinho.                                       |
| 2020 | L7nnon                                           | Bolinho, Pescadinha             | "Luz na Caminhada"                    | Hip Hop Rare                     | Produzido por Papatinho.                                       |
| 2020 | L7nnon                                           | MC Marks                        | "Não Falta Nada"                      | Hip Hop Rare                     | Produzido por Papatinho.                                       |
| 2020 | L7nnon                                           | "Faça Valer"                    |                                       | Hip Hop Rare                     | Produzido por Papatinho.                                       |
| 2020 | L7nnon                                           | "Gratidão"                      |                                       | Hip Hop Rare                     | Produzido por Papatinho.                                       |
| 2021 | Papatinho, Seu Jorge, Black Alien                |                                 | "Final de Semana"                     | Single                           | Produzido por Papatinho.                                       |
| 2021 | Marília Mendonça, Péricles, Papatinho            | MD Chefe, DomLaike              | "A Mais Disputada"                    | Single                           | Produzido por Papatinho.                                       |
| 2021 | MC Ryan SP                                       | Papatinho, L7nnnon              | "Vou Vencer Por Eles"                 | Hat-Trick do Tubarão             | Produzido por Papatinho.                                       |
| 2021 | Wanessa Camargo, Zezé Di Camargo                 | Papatinho                       | "É o Amor" (Remix)                    | Pai & Filha                      | Produzido por Papatinho e Alexandre Kassin                     |
| 2022 | Anitta, Papatinho, Kevin o Chris                 | Mr. Catra, YG                   | "Que Rabão"                           | Versions of Me                   | Produzido por Papatinho.                                       |
| 2022 | Welisson, Wiu                                    |                                 | "Amiga Talarica"                      | Single                           | Produzido por Papatinho.                                       |
| 2023 | L7nnon, Papatinho                                |                                 | "Modo Avião"                          | Me Espera                        | Produzido por Papatinho.                                       |
| 2023 | L7nnon, Papatinho, Camila Zasoul                 |                                 | "Bonita"                              | Me Espera                        | Produzido por Papatinho, UNKWN e Blest Jones                   |
| 2023 | L7nnon, Papatinho                                |                                 | "Deixa Eu Te Contar"                  | Me Espera                        | Produzido por Papatinho.                                       |
| 2023 | Papatinho, Luísa Sonza, DJ Biel do Furduncinho   |                                 | "Posição de Ataque"                   | Baile do Papato                  | Produzido por Papatinho.e DJ Biel do Furduncinho               |
| 2023 | Giulia Be, Papatinho                             |                                 | "Fique Bem!"                          | Disco Voador (Deluxe)            | Produzido por Papatinho                                        |
| 2023 | Papatinho, TZ da Coronel, DJ Biel do Furduncinho |                                 | "Pinote de Jaguar"                    | Baile do Papato                  | Produzido por Papatinho.e DJ Biel do Furduncinho               |
| 2023 | Papatinho, Zaac e Oik                            |                                 | "Vai Ter Que Rebolar"                 | Baile do Papato                  | Produzido por Papatinho                                        |
| 2023 | Iza                                              |                                 | "Terê"                                | Afrodhit                         | Produzido por Papatinho                                        |
| 2023 | Iza, L7nnon                                      |                                 | "Fiu Fiu"                             | Afrodhit                         | Produzido por Papatinho                                        |
| 2023 | Luísa Sonza, Demi Lovato                         |                                 | "Penhasco2"                           | Escândalo Íntimo                 | Produzido por Roy Lenzo, Papatinho Douglas Moda e We4 Music    |
| 2023 | Papatinho, Anitta, Kevin o Chris                 | MC Caverinha, Steve Aoki        | "24 Horas"                            | Baile do Papato                  | Produzido por Papatinho                                        |
| 2023 | Papatinho, Will.i.am, Kevin o Chris              |                                 | "5 Estrelas"                          | Baile do Papato                  | Produzido por Papatinho                                        |
| 2024 | Becky G, Luísa Sonza, Papatinho                  |                                 | "Flores Pa Ti"                        | Bad Boys: Ride Or Die Soundtrack | Produzido por Papatinho                                        |